# クリス・チェイヴィス
タタンカ（Tatanka）のリングネームで知られるクリス・チェイヴィス（"War Eagle" Christopher Chavis、1965年6月8日 - ）は、ラムビー族インディアンのプロレスラー。アメリカ合衆国ノースカロライナ州ペンブローク出身。
1990年代前半のWWFにおいて、インディアン・スタイルのベビーフェイスとして活躍した。

## 来歴
フィットネス・クラブのインストラクターを経て、バディ・ロジャースの紹介でプロレスラー養成所 "モンスター・ファクトリー" に入門し、1990年1月13日にフィラデルフィアのインディー団体WWAにてデビュー。その後、地元ノースカロライナのNAWA（SAPW）に参戦して、"ウォー・イーグル" クリス・チェイヴィスのリングネームで活動。同年公開の映画『ダンス・ウィズ・ウルブズ』の大ヒットも追い風に、ワフー・マクダニエル以来久々に登場したインディアンの大型ルーキーとして注目され、1991年末にWWFと契約。
WWFでは1992年、ラコタ語でバッファローを意味するタタンカに改名し、ベビーフェイスの新鋭として売り出される。同年4月5日のレッスルマニアVIIIではリック・マーテルからフォール勝ちを収め、以降もフレンチ・インディアン戦争を題材にマーテルとの抗争が展開された（ "ザ・モデル" をギミックとするマーテルは、平原インディアンの誇りである羽飾りをタタンカから奪い、それを自分のファッションの一部にして彼の怒りを煽った）。
翌1993年4月4日のレッスルマニアIXではショーン・マイケルズのインターコンチネンタル王座に挑戦、リングアウト勝ちを収めている（タイトルは移動せず）。同年6月13日にはキング・オブ・ザ・リングの決勝トーナメントにも出場（1回戦でレックス・ルガーと引き分け）。その後はモンスター・ファクトリーの先輩でもあるバンバン・ビガロやIRSなどと抗争した。
WWFでは1970年代に活躍したインディアン・レスラーの先達チーフ・ジェイ・ストロンボーの弟子という設定のもと、勇猛果敢なファイトスタイルで支持を獲得。彼が試合中に劣勢になると、観客は一斉にインディアンの祈りの歌を合唱し、攻撃に転じると雄叫びをあげて応援した。WWFと提携していたテネシー州メンフィスのUSWAにも参戦し、1993年9月13日にジェリー・ローラーからUSWA統一世界ヘビー級王座を奪取。1994年5月には『WWFマニア・ツアー』において初来日を果たした。同年はヨコズナのWWF世界ヘビー級王座にも再三挑戦している。
1994年8月29日、サマースラムで行われたルガー戦で、テッド・デビアスに買収されたというアングルのもとヒールに転向。以降、デビアス率いるミリオンダラー・コーポレーションの一員となり、コスチュームのイメージカラーを黒に変更するなどヒールらしさを演出したが、もともとベビーフェイス色の強いキャラクターだったため観客の反応は鈍く、ヒールターンは失敗に終わる。その後はニューカマーのジョバー的な役回りが多くなり、家族と過ごす時間がほしいという本人の希望もあって、1996年3月を最後にWWFを離脱。

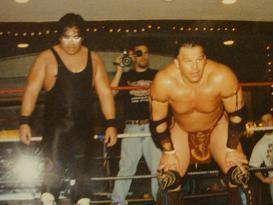
1997年、タタンカ（右）とファルコン・コプリス

以降はWCW入りも噂されたがオファーには応じず、インディー団体にベビーフェイスのスペシャルゲストとして単発的に出場。1998年10月にはフロリダ州タンパで行われたトーナメント決勝でシッド・ビシャスを破り、復活したスタンピード北米ヘビー級王座の初代チャンピオンとなった（同王座はカルガリーのスタンピード・レスリングが1989年に活動を停止して以来、封印されていた）。2000年の夏にはカート・ヘニングやロード・ウォリアーズと共にオーストラリアに遠征、ワンマン・ギャングとオーストラレージアン・ヘビー級王座を争った。
2005年8月1日、インディアン居留地のあるコネチカット州モヒガンサンで行われた『Raw』で9年半ぶりにWWEに登場。ユージンとの3分間のシングルマッチを行い、乱入してきたカート・アングルをユージンと協力して蹴散らすなど、大歓声で迎えられた。同年の末よりWWEとフルタイム出場の契約を交わし、翌2006年1月29日のロイヤルランブルに出場。以降『スマックダウン』の所属となる。2月19日のノー・ウェイ・アウトではマット・ハーディーのパートナーとなり、MNM（ジョニー・ナイトロ&ジョーイ・マーキュリー）から勝利を収めた。
その後もベテランのベビーフェイスとしてシルヴァン・グラニエらとのミニ抗争を行うが、連敗が続きレフェリーに不審を抱くキャラクターになるなど、ブックに恵まれないまま2007年1月にWWEを解雇された。以後、2008年はイギリスのオールスター・レスリングに出場。2009年12月17日にはTNAに登場し、ジェイ・リーサルを破っている。
2010年11月15日、"Old School edition" と銘打って行われたスペシャル版の『Raw』に出演。デビアス、IRS、ダスティ・ローデス、ジム・ドゥガン、ロン・シモンズ、アクサナ、マリースらと共にバックステージのスキットに参加し、ローデスの入場テーマ曲 "Common Man Boogie" に合わせ、かつてリング上で見せたインディアンの戦いの舞い（Tribal War Dance）を踊った。
2015年11月、WWEとのレジェンド契約が結ばれる。2016年4月3日に開催されたレッスルマニア32では、アンドレ・ザ・ジャイアント・メモリアル・バトルロイヤルに出場した。

## 得意技
- トマホーク・チョップ（インディアン・レスラーの代名詞である手刀攻撃）
- ウォー・ダンス（ハルク・ホーガンのハルクアップに通じるムーブ。劣勢に陥った際、リング内でインディアンの「戦いの踊り」を舞って自らを鼓舞し、反撃に転じる）
- エンド・オブ・ザ・トレイル[† 2]（バックフリップ。相手をファイヤーマンズ・キャリーで抱え上げ、そのまま後方に叩きつける。主にフィニッシュ技として使用。インディアン・デス・ドロップとも呼ばれる）
- ドロップキック
- フライング・クロス・ボディ

## 獲得タイトル
ノース・アメリカン・レスリング・アソシエーション
- NAWAヘビー級王座：1回

サウス・アトランティック・プロ・レスリング
- SAPWヘビー級王座：1回

ユナイテッド・ステーツ・レスリング・アソシエーション
- USWA統一世界ヘビー級王座：1回 [7]

スタンピード・レスリング
- スタンピード北米ヘビー級王座（1998年復活版）：1回 [11]

i-ジェネレーション・スーパースターズ・オブ・レスリング
- オーストラレージアン・ヘビー級王座：2回